# Пилипенко, Роман Игоревич
Роман Игоревич Пилипенко (род. 24 декабря 1987) — казахстанский ватерполист, Мастер спорта международного класса, защитник «Астаны» и сборной Казахстана.

## Биография

### Клубная карьера
- Многократный чемпион Казахстана
- 4 место в Чемпионате России (1) — 2010/11

### Карьера в сборной
- Чемпион Азиатских игр (3) — 2010, 2014,2018
- Чемпион Азии (2) — 2012,2010
- Серебряный призёр чемпионата Азии (1) — 2009
- Участник чемпионата мира (6) — 2009 (16 место), 2011 (13 место), 2013 (12 место), 2015 (11 место),2017 (10 место),2019 (12место)